# Transparenz (Physik)

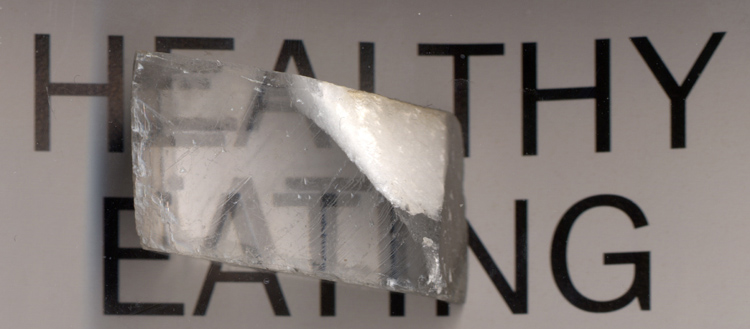
Transparenter, doppelbrechender Calcit-Einkristall

Transparenz (von lateinisch trans „[hin-]durch“ und parēre „sich zeigen, [er-]scheinen“) ist in der Physik die Fähigkeit von Materie, elektromagnetische Wellen hindurchzulassen (Transmission). Im Alltag wird der Begriff meist auf Licht, also auf den für den Menschen sichtbaren Spektralbereich elektromagnetischer Strahlung, bezogen.

## Grundlagen und Begriffsklärung

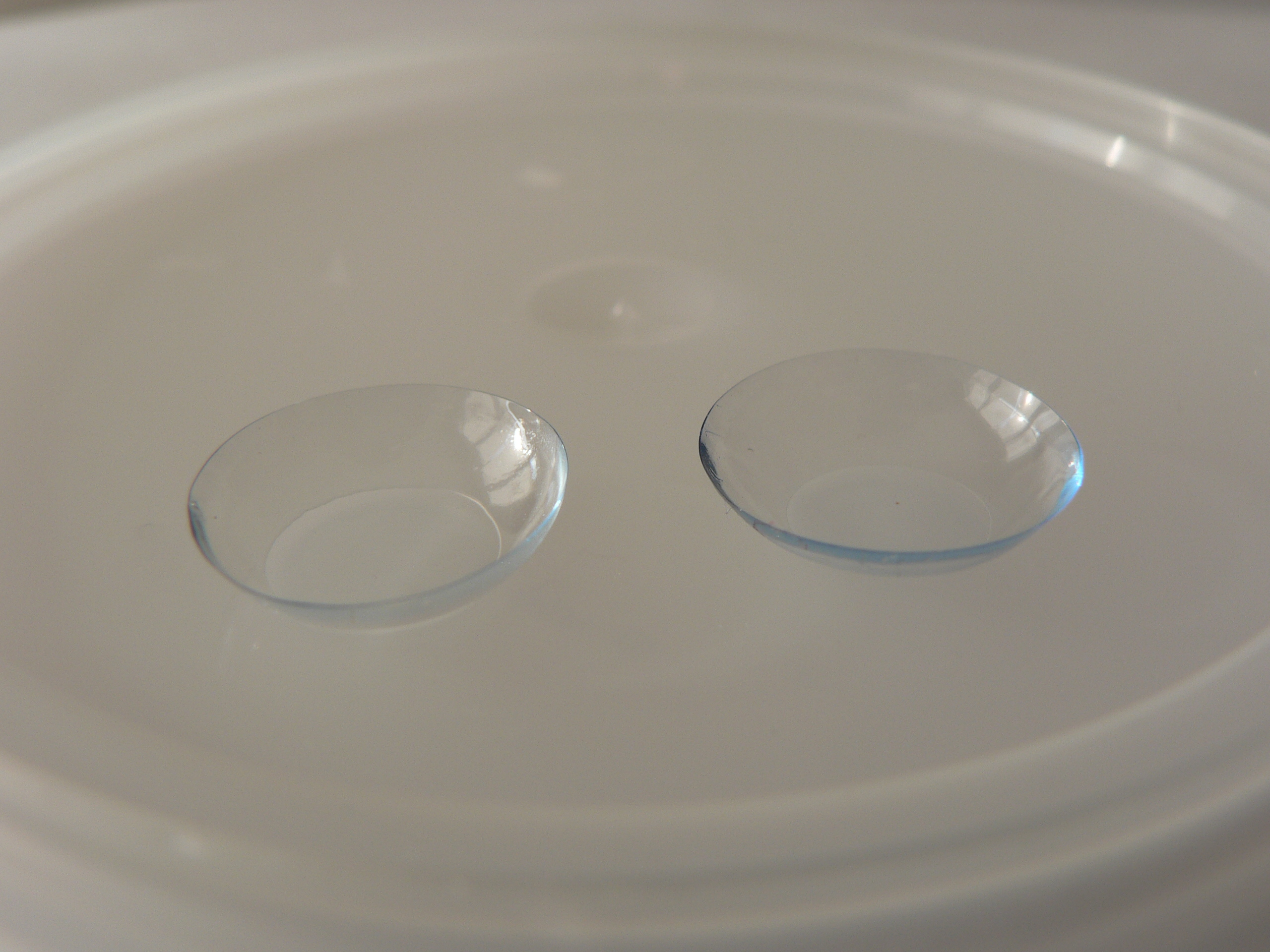
Transparenz: Kontaktlinsen aus Kunststoff, Petrischale aus Glas, und Luft

Transparenz ist eine optische Eigenschaft eines Materials; andere optische Eigenschaften sind beispielsweise die Reflektivität und Absorptionsvermögen. Die optischen Eigenschaften von Materialien hängen eng mit den elektrischen Eigenschaften eines Materials zusammen, beispielsweise das Vorhandensein freier Elektronen oder der Bandstruktur. Ist ein Material für einfallende elektromagnetische Strahlung (Photonen) eines mehr oder weniger breiten Frequenzspektrums transparent, kann diese das Material nahezu vollständig durchdringen, wird also kaum reflektiert und kaum absorbiert.
Im Alltag wird ein Material, wie beispielsweise Fensterglas, transparent oder durchsichtig genannt, wenn man Dahinterliegendes relativ klar erkennen kann, das Material also für Strahlung des sichtbaren Spektrums weitgehend durchlässig ist.
Einfallende Photonen wechselwirken je nach Energie mit unterschiedlichen Bestandteilen des Materials, und somit ist die Transparenz eines Materials abhängig von der Frequenz (bzw. Wellenlänge) der elektromagnetischen Welle. Materialien, die undurchsichtig für Licht sind, können transparent für andere Wellenlängen des elektromagnetischen Spektrums sein, z. B. Röntgenstrahlen und Radiowellen. Im Bereich der Infrarotstrahlung befinden sich beispielsweise die Schwingungsenergien von Molekülen beziehungsweise Molekülgruppen oder auch der freien Elektronen im Elektronengas von Metallen. Im sichtbaren Bereich liegt die Energie der Photonen im Bereich der Bindungsenergie der Valenzelektronen, welche durch Absorption eines Photons in das Leitungsband angeregt werden können. Das beteiligte Photon wird dabei vollständig „ausgelöscht“. Wird ein Großteil der Photonen absorbiert, ist ein Material undurchsichtig (nachfolgende Effekte wie Rekombination werden hier erstmal vernachlässigt). Die Bandstruktur des Materials ist somit (unter anderem) entscheidend für seine Transparenz.
Wichtig bei der Absorption von Photonen ist, dass diese nur in bestimmten „Energieportionen“ (Quant) erfolgt. Das heißt, nur Photonen einer bestimmten Energie können so absorbiert werden. Photonen mit höherer oder niedriger Energie bleiben unbeeinflusst. Isolator-Materialien wie Glas sind meist transparent, da ihre Bandlücke größer als die Photonenenergie für sichtbares Licht ist. Diese Photonen können daher nicht durch Valenzelektronen absorbiert werden. Die Ursache dafür liegt in der Bandstruktur des Materials, die beispielsweise durch den Abstand der Atome zueinander beeinflusst wird. Dass bei Glas die Valenzelektronen nicht in das Leitungsband angeregt und somit nicht für den Ladungstransport zur Verfügung stehen, bewirkt weiterhin, dass Glas nicht elektrisch leitfähig ist. Bei Halbleitern, die eine geringere Bandlückenenergie besitzen, werden hingegen Photonen höherer Energie (blaues Licht) absorbiert. Vom optischen Gesamteindruck sind diese Materialien daher nicht transparent, auch wenn sie beispielsweise für rotes Licht gesehen transparent sind. Aus der reinen spektralen Transparenz kann jedoch der Farbeindruck nicht direkt abgeleitet werden.
Bloße Lichtdurchlässigkeit wie etwa bei Milchglas ist im Allgemeinen nicht ausschlaggebend, um als transparent bezeichnet zu werden. Bei Milchglas wird das Licht durch eine raue Oberfläche oder durch Teilchen im Material gestreut. Das dabei durchgelassene Licht wird als diffuses Licht bezeichnet, da keine scharfe Abbildung dahinterliegender Objekte erfolgt. Sind nur dunklere und hellere Bereiche sichtbar, spricht man von Transluzenz. Bei schwach lichtdurchlässigen Materialien wird die lichtdurchlässige Eigenschaft statt als Transluzenz auch als Opazität angegeben. 

## Vorkommen
Transparenz ist meist bei gasförmigen Materialien gegeben (z. B. Luft), aber auch bei manchen flüssigen und festen Stoffen, z. B. klares Wasser, gewöhnliches Glas und einige Kunststoffe. Falls der Grad der Transparenz von der Wellenlänge des Lichtes abhängt, dann ist das transparente Medium getönt. Das kann an bestimmten Metalloxid-Molekülen im Glas oder (größeren) farbigen Partikeln, wie in farbigem Rauch, liegen. Sind viele dieser farbigen Partikel vorhanden, wird das Gas, die Flüssigkeit oder der Festkörper undurchsichtig, z. B. dichter Rauch.

### Glas
Das wohl bekannteste transparente feste Material ist Glas. Die meisten Glastypen, die heute technische Bedeutung haben, sind Silikatgläser. Die Chemie des Silikatgerüstes sorgt für ein theoretisches Transparenzfenster zwischen 170 nm und 5000 nm. Dies schließt den für den Menschen sichtbaren Bereich voll ein und geht darüber hinaus. Im UV-Bereich erreichen die wenigsten Silikatgläser signifikante Transparenz unterhalb von 300 nm. Ausnahmen sind Quarz- und spezielle hochborhaltige Borosilikatgläser, die auch im UV-C-Bereich noch eine gute Transparenz besitzen. Im IR-Bereich tritt ab etwa 2500 nm bereits vereinzelt Absorption durch Wasser auf, was dort die Transparenz mindert, bevor das Silikatnetzwerk ab etwa 4500–5000 nm die Transparenz auf Null bringt. Da der sichtbare Bereich des Lichtes Silikatglas nahezu ungehindert passiert, hat es für unsere Augen keine Farbe. Braungläser wie beispielsweise für Bierflaschen oder Medikamente dagegen enthalten Dotierungsmittel, die im sichtbaren Bereich absorbieren und so für unser Auge farbig wirken.

## Bedingt transparente Materie
Bedingte Durchsichtigkeiten sind die Phototropie und Elektrotropie.

### Phototropie
Phototropes Glas ist transparentes Glas, das auf UV-Licht reagiert. Es wird auch als selbsttönend bezeichnet. Die Phototropie basiert auf einer reversiblen Transformation eingelagerter silberhalogenidhaltiger Ausscheidungen. Bei dem Vorgang wird das Glas eingefärbt.

Einfache Darstellung der phototropen Reaktion.

Je nach Halogenidart im Glas können verschiedene Farben erzeugt werden. Braune oder graue phototrope Gläser werden für die Herstellung von Sonnenbrillen verwendet, die bei großer Helligkeit von allein (rasch) dunkler und bei nachlassender Helligkeit (langsamer) wieder durchsichtiger werden. Der Geschwindigkeitsunterschied beruht darauf, dass sich ein Gleichgewicht zweier gegenläufiger Reaktionen einstellt: Das Dunkelwerden verläuft in einer Reaktion 0. Ordnung (jedes einfallende, in der Wellenlänge geeignete Lichtquant bewirkt eine Molekülumwandlung). Dagegen ist der umgekehrte Prozess eine von der Temperatur abhängige Reaktion 1. Ordnung, die nach einer Exponentialfunktion abläuft (in gleichen Zeiten reagieren gleiche Anteile, vgl. Halbwertszeit). Diese Eigenschaften haben zur Folge, dass sich solche Brillen für das Autofahren nicht so gut eignen, wenn die Helligkeit in schneller Folge wechselt; bei einer Tunneleinfahrt bleibt die Brille (zu) lange dunkel. Bei großer Kälte und großer Helligkeit – im Winter bei Schnee – ist die Brille schwarz; langsam klar wird sie bei Dunkelheit, schnell geht das unter warmem Wasser.
Phototropie spielt auch eine Rolle bei der Photosynthese.

### Elektrotropie
Elektrotropes Glas ist eine Form von Glas, das im normalen Zustand zwar lichtdurchlässig, jedoch undurchsichtig (blickdicht, ähnlich Milchglas) ist und nur durch Anlegen von elektrischer Spannung durchsichtig wird.
Dies geschieht mit Hilfe von Flüssigkristallen, die sich zwischen zwei Schichten von normalem Glas befinden.
Technisch gesehen funktionieren diese Scheiben ähnlich wie ein LC-Display. Man setzt elektrotropes Glas als schaltbares Sichtschutzglas ein. Der Nutzer kann selbst entscheiden, wann man durch das Glas hindurchschauen kann und wann nicht. Anwendungsbeispiele sind Glastrennwände in Limousinen (z. B. Maybach 57 und 62) und die Trennscheiben zwischen Führerstand und Panoramaabteil („Lounge“) in den Endwagen des ICE 3 und ICE T, sowie Toilettentüren, die erst beim Verriegeln undurchsichtig werden.
Elektrotrope Gläser gehören zu den sogenannten intelligenten Gläsern.